# Emilia Saleny
Josefina Emilia Saleny (Buenos Aires; 16 de octubre de 1894 - Idem; 22 de agosto de 1978) fue una directora y actriz cinematográfica argentina.

## Carrera

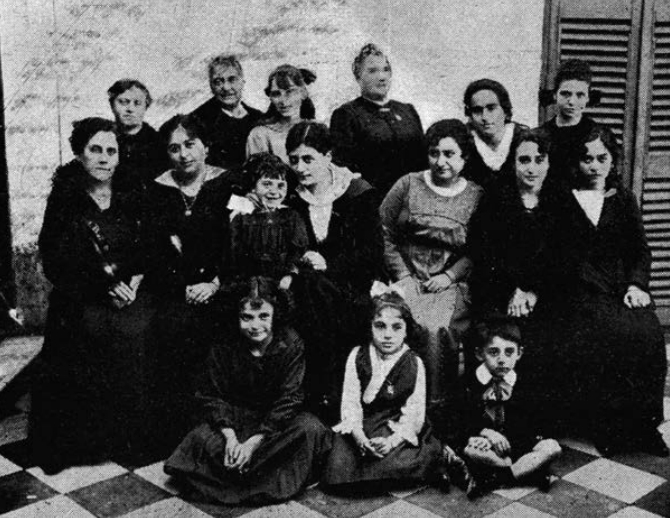
Emilia Saleny junto a las alumnas de su academia, 1917.

Verdadera pionera del cine, Emilia nació en Buenos Aires. Hija de un matrimonio formado por Antonio Saleny y la actriz italiana Victoria Pieri. Los tíos de Emilia eran consagrados actores italianos. Ella viajó a Italia en 1910 para formarse como actriz y volvió a Buenos Aires al estallar la guerra en 1914.
Algunas fuentes sostienen que Saleny fue la primera mujer que dirigió una película en Argentina, la película muda Paseo trágico (1917) y en 1919 el filme El pañuelo de Clarita. El investigador Lucio Mafud afirma que comprobó en diarios de la época que Angélica García Mansilla ya había dirigido en 1915 el filme Un romance argentino.
Como actriz intervino en 1916 en la película El evadido de Ushuaia dirigida por Luis Ramassotto, producida por Cóndor Film y estrenada el 27 de diciembre de 1916, que se encuentra perdida. Dos años después se escapaba de esa cárcel el anarquista Simón Radowitsky. El mismo año actuó en América de Federico Mertens y, al año siguiente, en Problemas del corazón.
La niña del bosque (1917) habría sido la primera película de Emilia Saleny y el primer filme dirigida a un público infantil. Primera realización infantil de la Colón Film, la película contó con un elenco infantil: la protagonista era Titi Garimaldi.
Fue adicionalmente actriz en el Teatro Apolo en 1915, maestra de actores con una academia de artes cinematográficas y en 1916 comenzó a filmar películas. No solo fue la primera mujer cineasta sino también la primera profesora de actores de cine de América del Sur. La Academia que fundó fue la más seria y confiable de todas las de Buenos Aires según los críticos de la revista de cine La Película.
Posteriormente le siguieron otras directoras como María B. de Celestini y Vlasta Lah.
Emilia Saleny falleció el 22 de agosto de 1978 en su domicilio en la calle Caseros 574, siendo viuda de Alberto Olivero.

## Filmografía
Como directora:
- 1919: El pañuelo de Clarita.
- 1919: Luchas en la vida
- 1917: Delfina
- 1917: Paseo trágico.
- 1917: La niña del bosque.

Como actriz:
- 1917: Problemas del corazón
- 1917: América.
- 1916: El evadido de Ushuaia.

## Teatro
- Cantos rodados.